# Llista de comtats de Massachusetts

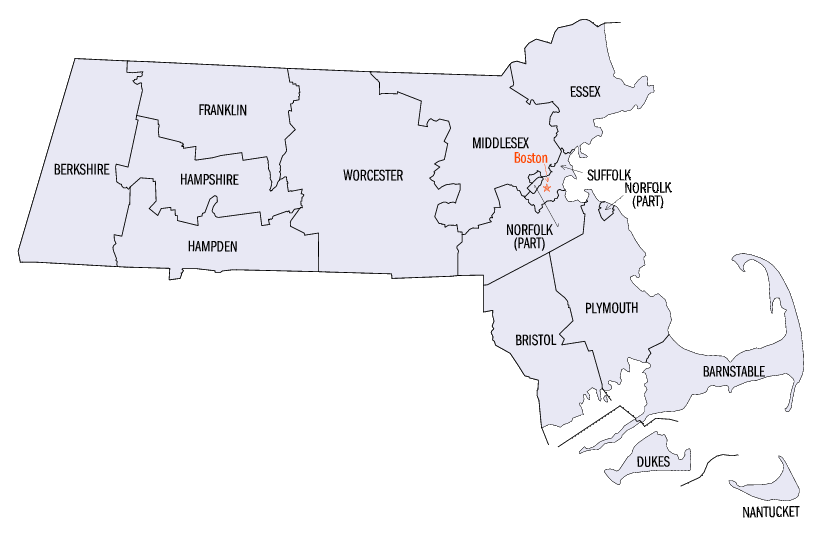
Mapa dels comtats de Massachusetts

Govern del comtat abolit o desincorporat
Funció del govern del comtat gestionada per un municipi (excepte la consolidació ciutat-comtat)
Govern del comtat actual
Pactes regionals del comtat que funcionen com a forma de governança regional

L'Estat de Massachusetts, als Estats Units d'Amèrica, s'organitza en 14 comtats, tot i que en va abolir vuit governs d'aquesta catorze entre els anys 1997 i 2000. Però els comtats de la part sud-est de l'estat conserven el govern local a nivell de comtat (Barnstable, Bristol, Dukes, Norfolk, i Plymouth) o, en un cas (el comtat de Nantucket), un govern consolidat de ciutat-comtat. Els tres comtats de Hampshire, Barnstable i Franklin han format pactes entre ells per a funcionar com a  govern regional.
Tot i així, els catorze comtats encara són generalment reconeguts com a entitats geogràfiques si no polítiques, i els districtes judicials i policials continuen dempeus, delimitats per les fronteres dels comtats vestigials, fins i tot en comtats on el govern de nivell comtal s'ha eliminat. També continuen servint de demarcació geogràfica pels avisos meteorològics del Servei Meteorològic Nacional dels EUA.
El comtat més poblat de l'estat és el comtat de Middlesex amb més de 1,5 milionsd'habitants segons l'estimació del cens de 2024. Mentre que el comtat de Nantucket és el de menys població amb 14.670 habitants. Worcester és el comtat més extens amb una superfície de 3.919 km², mentre que Nantucket també és el de menys extensió amb 120 km² de superfície.
La majoria dels comtats de Massachusetts han estat anomenats a partir de topònims anglesos, reflectint la seva herència colonial.
L'abreviació postal de Massachusetts és MA i el seu codi FIPS d'estat és el 25.

## Comtats actuals
| Nom del comtat | Seu del comtat      | Data de creació | Origen | Etimologia del nom | Població (2024) | Superfície | Mapa                 |
| -------------- | ------------------- | --------------- | --- | --- | --------------- | ---------- | -------------------- |
| Barnstable     | Barnstable          | 1685            | Comtat original de la colònia de Plymouth. | Pel nom de la seu del comtat, i aquesta rep el nom de la ciutat anglesa de Barnstaple.                                      | 232.570         | 1.026 km²  | Comtat de Barnstable |
| Berkshire      | Pittsfield          | 1761            | A partir del comtat de Hampshire. Govern abolit l'any 2000. | Pel comtat anglès de Berkshire.                                                                                             | 128.726         | 2.411 km²  | Comtat de Berkshire  |
| Bristol        | Taunton             | 1685            | Comtat original de la colònia de Plymouth. | Per la seva seu original, Bristol, i quan la ciutat de Bristol es va unir a Rhode Island, es va mantenir el nom del comtat. | 588.593         | 1.440 km²  | Comtat de Bristol    |
| Dukes          | Edgartown           | 1695            | A partir de l'iila de Martha's Vineyard i les illes Elizabeth, que havien format part del comtat de Dukes (Nova York), fins que Massachusetts les va obtenir el 1691. | Pel duc de York, que va rebre el 1664 la possessió del control de les colònies angleses al nord del riu Delaware.           | 21.061          | 269 km²    | Comtat de Dukes      |
| Essex          | Salem i Lawrence    | 1643            | Comtat original de la colònia de la Badia de Massachusetts. | Pel comtat anglès d'Essex.                                                                                                  | 823.938         | 1.290 km²  | Comtat d'Essex       |
| Franklin       | Greenfield          | 1811            | A partir del comtat de Hampshire. Govern abolit l'any 1997. | Per Benjamin Franklin, un dels pares fundadors dels Estats Units.                                                           | 70.871          | 1.818 km²  | Comtat de Franklin   |
| Hampden        | Springfield         | 1812            | A partir del comtat de Hampshire. Govern abolit l'any 1998. | Per John Hampden, parlamentari britànic que morí a la Primera guerra civil anglesa.                                         | 464.151         | 1.601 km²  | Comtat de Hampden    |
| Hampshire      | Northampton         | 1662            | A partir del territori no organitzat a la part occidental de la Colònia de la Badia de Massachusetts. Govern abolit l'any 1999.                                       | Pel comtat anglès de Hampshire.                                                                                             | 165.399         | 1.370 km²  | Comtat de Hampshire  |
| Middlesex      | Lowell i Cambridge  | 1643            | Comtat original de la Colònia de la Badia de Massachusetts. Govern abolit l'any 1997.                                                                                 | Pel comtat anglès de Middlesex.                                                                                             | 1.668.956       | 2.134 km²  | Comtat de Middlesex  |
| Nantucket      | Nantucket           | 1695            | A partir de l'illa de Nantucket, que havia format part del comtat de Dukes (Nova York), fins que Massachusetts la va obtenir el 1691.                                 | Per una paraula wampanoag de la qual deriva "nantucket" i que significa "lloc de pau".                                      | 14.670          | 124 km²    | Comtat de Nantucket  |
| Norfolk        | Dedham              | 1793            | A partir del comtat de Suffolk. | Pel comtat anglès de Norfolk.                                                                                               | 740.754         | 1.036 km²  | Comtat de Norfolk    |
| Plymouth       | Brockton i Plymouth | 1685            | Comtat original de la Colònia de Plymouth. | Pel nom d'una de les seus, Plymouth, la qual rep el nom de la ciutat portuària anglesa de Plymouth.                         | 542.090         | 1.712 km²  | Comtat de Plymouth   |
| Suffolk        | Boston              | 1643            | Comtat original de la Colònia de la Badia de Massachusetts. Govern abolit l'any 1999.                                                                                 | Pel comtat anglès de Suffolk.                                                                                               | 793.144         | 150 km²    | Comtat de Suffolk    |
| Worcester      | Worcester           | 1731            | A partir dels comtats de Hampshire, Middlesex i Suffolk. Govern abolit l'any 1998.                                                                                    | Per la seu del comtats, i aquesta per la ciutat anglesa de Worcester.                                                       | 881.248         | 3.919 km²  | Comtat de Worcester  |

## Comtats històrics
Onze comtats històrics més han existit a Massachusetts, la majoria dels quals van desaparèixer quan van ser absorbits per la província de Nou Hampshire o l'estat de Maine, tots dos creats a partir de territori reclamat originalment pels colons de Massachusetts.
- Els comtats més antics que encara es troben a Massachusetts són el comtat d'Essex, el comtat de Middlesex i el comtat de Suffolk, creats el 1643 amb el comtat original de Norfolk, que va ser absorbit per New Hampshire i no té cap relació amb el comtat modern de Norfolk. Quan es van crear aquests comtats, formaven part de la colònia de la badia de Massachusetts, que romandria separada de la colònia de Plymouth i dels comtats d'aquesta colònia fins al 1691.
- El comtat de Hampden, creat el 1812, és el comtat creat més recentment que encara es troba a Massachusetts, tot i que el comtat de Penobscot, Maine, va tenir aquesta distinció fins el Compromís de Missouri en que Maine es va separar de Massachusetts el 1820.[8]

## Comtats eliminats
Durant la història de l'estat s'han eliminat els següents comtats:
- Comtat de Cumberland: Creat el 1760 i elimnat el 1820. Transferit a l'estat de Maine.
- Comtat de Devonshire: Creat el 1674 i eliminat el 1675. Transferit a l'estat de Maine.
- Comtat de Hancock: Creat el 1789 i eliminat el 1820. Transferit a l'estat de Maine.
- comtat de Kennebec: Creat el 1799 i eliminat el 1820. Transferit a l'estat de Maine.
- Comtat de Lincoln: Creat el 1760 i eliminat el 1820. Transferit a l'estat de Maine.
- Comtat de Norfolk: Creat el 1643 i abolit el 1679. La major part del seu territori va ser absorbit per New Hampshire; les ciutats que van quedar a Massachusetts van ser absorbides pel comtat d'Essex. Un dels quatre comtats originals creats a la colònia de la badia de Massachusetts.
- Comtat d'Oxford: Creat el 1805 i eliminat el 1820. Transferit a l'estat de Maine.
- Comtat de Penobscot: Creat el 1816 i elimiant el 1820. Transferit a l'estat de Maine.
- Comtat de Somerset: Creat el 1809 i abolit el 1820. Transferit a l'estat de Maine.
- Comtat de Washington: Creat el 1789 i abolit el 1820. Transferit a l'estat de Maine.
- Comtat de York: Creat el 1652 i abolit el 1820. Transferit a l'estat de Maine. – Hi va haver dos períodes en què el comtat de York va ser abolit, de 1664 a 1668 i de 1680 a 1691.